# Prodegeeria malayana
Prodegeeria malayana är en tvåvingeart som beskrevs av Hiroshi Shima 1997. Prodegeeria malayana ingår i släktet Prodegeeria och familjen parasitflugor. Inga underarter finns listade i Catalogue of Life.